# Museu del còmic i la il·lustració
El Museu del Còmic i la Il·lustració és un museu d'història del còmic estatal ubicat a Sant Cugat del Vallès. Va obrir les portes al públic el 13 de juny de 2019 i té per objectiu ser un centre de recuperació, preservació, catalogació i difusió de la historieta. L'obertura fou possible gràcies a una iniciativa privada impulsada pel col·leccionista José Luís Villanueva i l'historiador i especialista en cultura popular Paco Baena.
L'exposició permanent del museu recorre la història del còmic espanyol, la gran part del qual prové de Catalunya, i fa un repàs cronològic al medi començant amb els antecedents de la historieta i acabant amb el còmic contemporani. En total, el recorregut comprèn 135 anys d'història del còmic autòcton, des de 1865 fins a l'any 2000.
És el primer gran centre expositiu i de memòria de l'estat dedicat íntegrament al còmic, i un dels pocs museus d'aquestes característiques a Europa, juntament a la Cité internationale de la bande dessinée et de l'image d'Angulema (França) i el Centre de la Bande Dessinée de Brussel·les (Bèlgica).
El museu compta amb el major fons documental del país: des de premsa satírica, setmanaris, premsa infantil, quaderns per a nenes i d'aventures, revistes, novel·la gràfica, planxes originals, etc. En total, l'arxiu es compon de més de 15.000 publicacions i 2.000 peces originals.

## Història

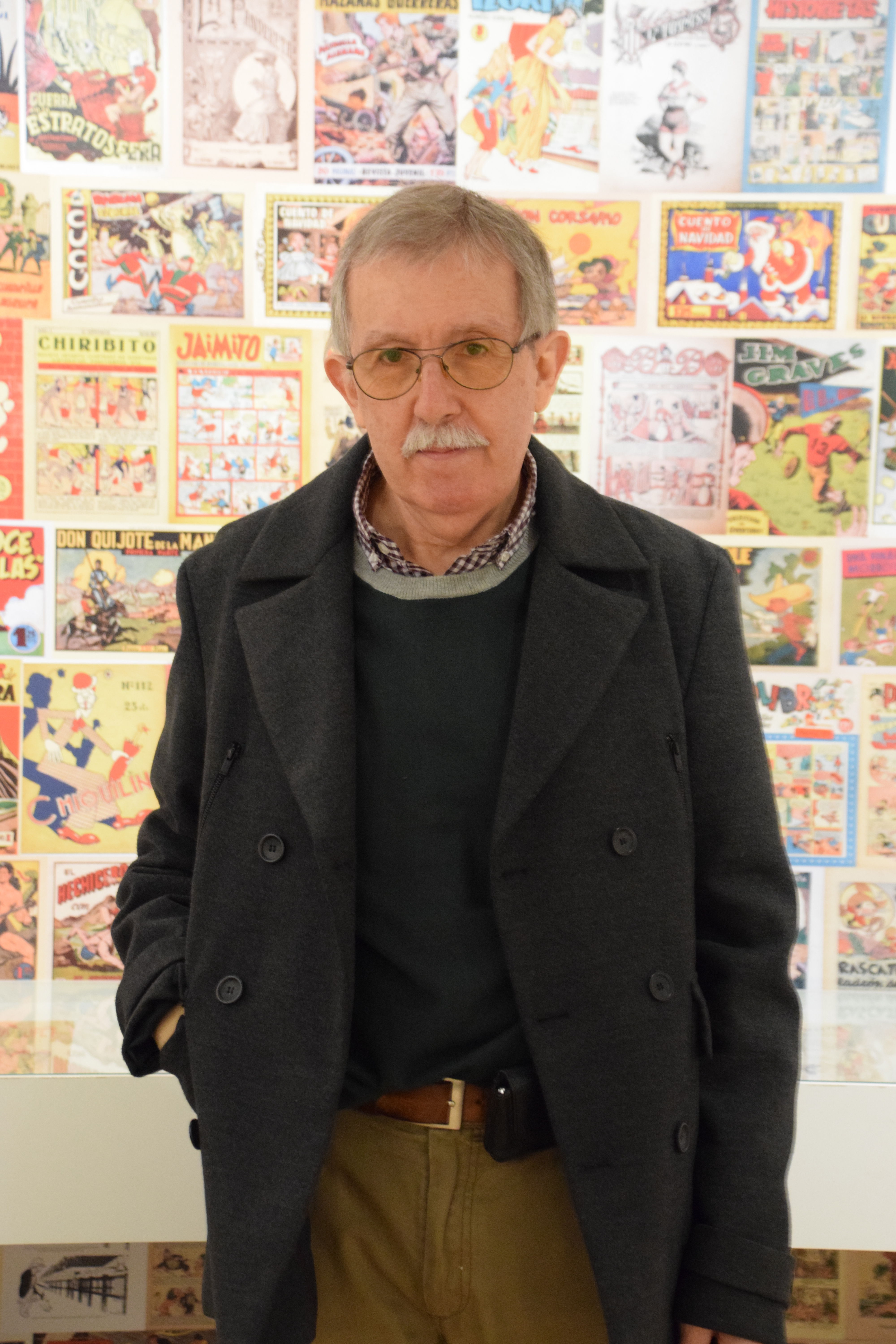
José Luís Villanueva, col·leccionista i promotor del museu.

La decisió d'obrir un museu a Sant Cugat a partir de la iniciativa privada té el seu origen en el projecte fallit del Museu del Còmic i la Il·lustració de Catalunya. Inicialment, aquest museu ubicat a l'antiga fàbrica CACI de Badalona havia d'obrir les portes el 2012 però la manca de finançament per part de la Generalitat de Catalunya va deixar encallat el projecte de manera indefinida. Passats diversos anys sense avenços ni esperances, l'expert i divulgador de cultura popular Paco Baena i l'empresari i col·lectionista de 9è art José Luis Villanueva van prendre la decisió d'iniciar conjuntament un projecte alternatiu, el qual va cristal·litzar amb l'obertura del Museu del Còmic i la Il·lustració el 2019. La seva ubicació a Sant Cugat del Vallès va venir determinada per la propietat de la família Villanueva, que va posar a disposició un edifici seu per acollir el museu.

## L'edifici
El museu es troba en un edifici de meitat del segle XIX ubicat a la plaça Pep Ventura de Sant Cugat del Vallès. L'immoble, de tres plantes, havia sigut la seu de l'Ateneu de Sant Cugat però portava 15 anys abandonat. Abans de la inauguració del museu el 2019, van ser necessaris 11 mesos de treballs de restauració i adequació de l'immoble.
L'edifici, propietat de la famíla Villanueva, disposa d'un total de 500 m² distribuïts entre la planta baixa i els dos demés pisos.
L'exposició permanent s'estén al llarg de 350 m², ocupant la planta baixa i la primera planta de l'edifici. La segona planta, per altra banda, compta amb una habitació reservada al còmic a partir dels anys 1980, una sala d'actes i tallers, una comicteca i, finalment, la sala per a exposicions temporals, la qual disposa de 70 m².

## Col·lecció
La col·lecció permanent comprèn 135 anys d'història del còmic, des de mitjans del s.XIX fins a principis del s.XXI, fent un repàs cronològic de l'evolució i diversitat del còmic publicat a Espanya durant aquest període, la majoria del qual fou produït a Catalunya. Està formada per més de 700 il·lustracions entre originals i publicacions datades entre el 1865 i el 2000. Aquesta col·lecció es distribueix a dues de les plantes del museu.
Amdós promotors del projecte, Baena i Villanueva, aporten el 80% de les peces exposades al museu, provinents de la seva col·lecció privada. A aquesta col·lecció s'hi suma la contribució de l'expert i col·leccionista Josep Maria Delhom, que aporta la resta de la col·lecció.

### Planta baixa: de mitjans s.XIX fins als anys 1930

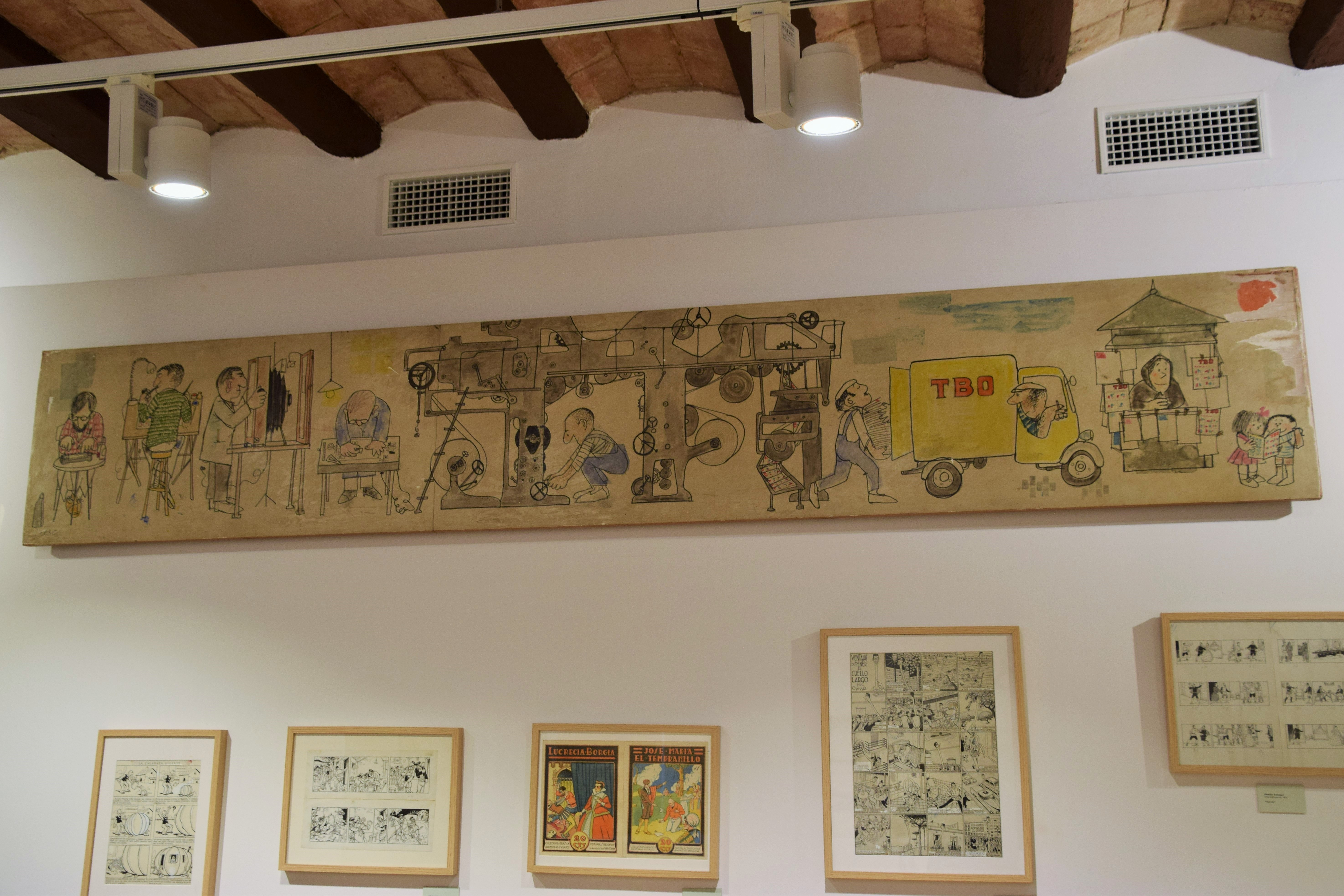
Mural original amb motius de la revista TBO.

La primera part de l'exposició permanent se centra en il·lustracions i publicacions diverses aparegudes a mitjans del s.XIX, que constitueixen l'antecendent més immediat del còmic. En aquest estat encara molt embrionari, les il·lustracions, pertanyents sobretrot a la premsa satírica, van evolucionant cap als setmanaris humorístics, d'aventures o revistes infantils. Destaca d'aquesta època l'obra gràfica d'Apel·les Mestres i del caricaturista Eduardo Sáenz Hermúa, conegut com "Mecachis". Però també són noms destacats d'aquesta primera època Josep Lluís Pellicer, Ramón Cilla, Josep Cuchy Arnau, Melitón González, Xaudaró, Lola Anglada o Pedro de Rojas. A aquest darrer se li atribueix el primer ús d'un globus de diàleg, aparegut en un relat titulat "El ciclista impaciente", publicat a la revista Barcelona Cómica el 1896.
Pertanyen a aquesta primerenca època la revista En caricatura (1865), el setmanari satíric L'Esquella de la Torratxa (1872), la revista catalana The Monigoty (1897) -pionera en la narració gràfica-, la revista infantil En Patufet (1904) i el setmanari humorístic Monos (1904), amb exponents com Gaspas Anselmo, Donaz, Karikato (Cesáreo del Villar) o Xaudaró. Apareix seguidament la revista Dominguín (1915), precursora de la popular revista de còmics TBO (1917), en la qual destaca en el seu inici l'obra d'Opisso.
El gran fenomen de la dècada de 1920 fou el naixement de la revista Pulgarcito (1921), publicada per l'editorial El Gato Negro, la qual el 1939 es passaria a denominar Bruguera. Aquesta editorial barcelonina assoliria la seva plena esplendor a partir dels anys 1950, amb la consolidació de l'anomenada Escola Bruguera. Abans però, la introducció del còmic nord-americà havia anat guanyant protagonisme durant els anys 1930. Pel que fa al còmic autòcton, d'aquests anys ressalta la revista Pocholo (1931), que va assolir grans cotes de popularitat abans d'acabar desapareixent als anys 1950. Altres publicacions prèvies a la paràlisi que va suposar la guerra civil, foren les revistes Yumbo (1934), Aventurero (1935) o Mickey (1935). Del període bèl·lic, la mostra compara les publicacions del bàndol republicà, com les ja citades Pulgarcito o Pocholo, amb revistes falangistes i propagandistes com Flechas y Pelayos.

### Primera planta: dels anys 1940 als anys 1970

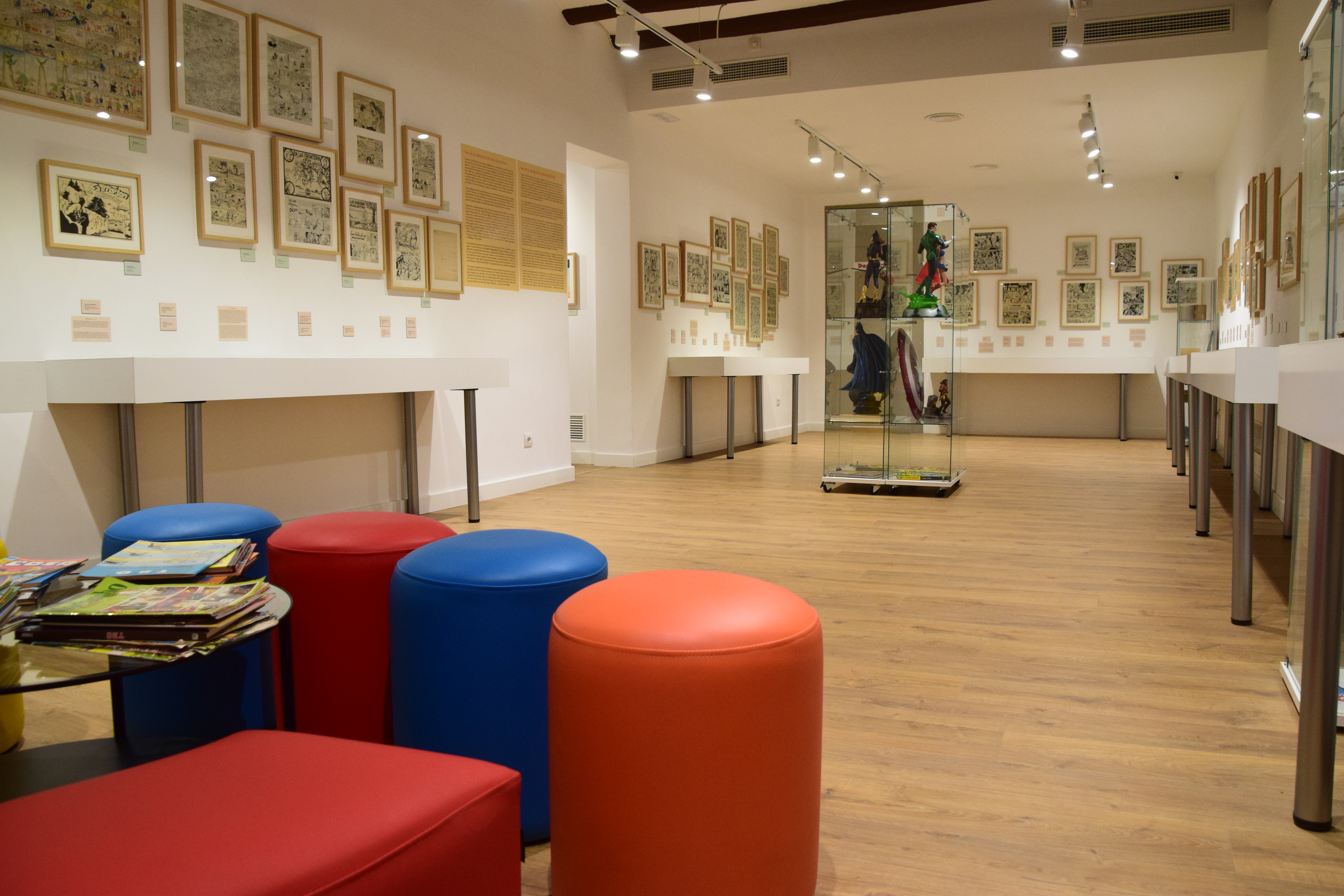
Vista parcial de l'exposició permanent, primera planta.

La segona part de l'exposició se centra en la gran renovació del gènere que va aportar la dècada dels 1940, amb nous formats i la proliferació del còmic aventurer, que va conviure amb el còmic de gènere homorístic i infantil. Un gran nombre de noves editorials, la majoria d'elles barcelonines, van inundar el mercat amb nous títols. Entre elles, destaquen l'editorial Ameller, Marco, Ricart, Cliper amb revistes com Florita (1949) i El Coyote (1947); o Toray, que amb la publicació d'Azucena (1946) va introduir el quadern de còmic femení, i amb Hazañas Bélicas (1948) el gènere bèl·lic.
Destacats autors de l'època són Manuel Gago, Ambrós, Jesús Blasco, Boixcar, Alfons Figueras, Eugeni Giner, Cifré, Iranzo, Josep Coll, Emilio Giralt, Luis Bermejo. Miguel Quesada o Emilio Freixas.
Amb l'arribada dels anys 1950, coneguts com l'edat d'or del còmic, les editorials i autors van proseguir el camí obert a la dècada anterior, consolidant-se en el mercat. Sèries representatives de l'època són Magos de la risa (1950), El Inspector Dan (1950), Aventuras del FBI (1951), El DDT (1951), El Cachorro (1951), Yumbo (1953), Diego Valor (1954), Pumby (1955), Pequeño Pantera Negra (1956) o El Capitán Trueno (1956). A finals de la dècada s'hi incorporen també El Jabato (1958), Piel de Lobo (1959) i les revistes Tío Vivo, Can Can o Sissí.
La mostra no passa per alt la censura dels anys 1960, introduida amb la llei Fraga, la qual va paralitzar i limitar a moltes sèries. Destaca, però, l'aparició de les revistes en català Cavall Fort (1961) i Tretzevents (1973), que anteriorment s'havia publicat sota el títol de L'infantil.
Referents del còmic dels anys 1970 són autors com Hernández Palacios, amb obres com Manos Kelly (1970), i Víctor de la Fuente, amb Haxtur (1969-71).

### Segona planta: dels anys 1980 al 2000
Aquesta part de l'exposició posa èmfasi a les revistes aparegudes durant l'anomenat "boom del còmic adult", la majoria d'elles publicades pels editors Josep Toutain, Josep Maria Berenguer i Rafa Martínez, establerts tots ells a Barcelona. Destacats autors de l'època són Enric Sió, Purita Campos, el duo Abulí i Bernet, Josep Maria Beà, Carlos Giménez, Rubén Pellejero o Paco Roca, entre molts altres.
La resta de l'espai està destinat a les exposicions temporals.

### Exposicions temporals
| Any  | Títol                                      | Dates                             | Comissariat   | Descripció | Ref.   |
| ---- | ------------------------------------------ | --------------------------------- | ------------- | --- | ------ |
| 2019 | Monos d'Ibáñez                             | 18 setembre 2019 - 12 gener 2020  | Antoni Gurial | Exposició formada per 26 il·lustracions originals i 150 peces del dibuixant Francisco Ibáñez que repassa els còmics i personatges més populars de l'autor, com La familia Trapisonda, Trencasostres, Pepe Gotera y Otilio, El botones Sacarino, Mortadel·lo i Filemó o 13, Rue del Percebe. | [ 7 ]  |
| 2019 | Vicente Roso: Christmas d'un altre temps   | 12 desembre 2019 – 12 febrer 2020 |               | La mostra recull més de 50 creacions originals del dibuixant i il·lustrador valencià Vicente Roso, la majoria d'elles en color. Les seves postals i calendaris van comptar amb una gran popularitat a l'època, fent-li valer una gran reputació com a il·lustrador de "christmas cards" realistes. | [ 8 ]  |
| 2020 | Amb veu pròpia: dones cos a cos            | 7 febrer 2020 – 4 octubre de 2020 | Marika Vila   | Mostra de l'obra de 40 de les artistes més importants del còmic espanyol, des de la segona república fins a l'actualitat. Entre les artistes hi consten Ana María Schmidt, Laura Albéniz, Lola Anglada, Francisca Bartolozzi, Nuria Pompeya, Lola Andrada, Josefina Tanganelli, Laura Pérez Vernetti, Ana Miralles, Montse Clavé, Raquel Riba Rossy, Ana Penyas, Ana Galvañ i Sara Soler. | [ 9 ]  |
| 2020 | Manuel Gago. Essència aventurera           | 4 de juliol – 4 octubre 2020      |               | Exposició retrospectiva de l'obra del dibuixant valencià Manuel Gago, màxim exponent de l'Escola Valenciana de còmic i autor de la popular sèrie El Guerrero del Antifaz. |        |
| 2020 | Trilogia del Baztan                        | 27 octubre 2020 – 6 juny 2021     |               | Mostra amb dibuixos originals de la novel·la gràfica Trilogia del Baztan del dibuixant Ernest Sala, basada en la novel·la homònima de l'escriptora Dolores Redondo Meira. | [ 10 ] |
| 2020 | Comic Heroes                               | 31 octubre de 2020 – 6 juny 2021  |               | Exposició-homenatge als principals superherois a través d'una col·lecció de dibuixos originals dels millors dibuixants actuals d'Espanya, que triomfen als Estats Units dibuixant per a Marvel i DC, així com una mostra de la història d'herois i superherois del còmic espanyol. |        |
| 2021 | 100 anys de Pulgarcito                     | 15 juny – 17 novembre 2021        | Antoni Guiral | Exposició en motiu del centenari de la revista infantil Pulgarcito, nascuda el 1921. La mostra fa un repàs a la història de la revista, publicada per l'editorial Bruguera a partir de 1946 i que va existir fins al 1981. Entre els autors, destaquen entre molts altres: Cifré, Conti, Escobar, Eugenio Giner, Ibáñez, Iranzo, Jorge, Martz Schmidt, Nadal, Peñarroya, Raf, Segura o Vázquez. | [ 11 ] |
| 2021 | El Jueves. Gairebé 45 anys d’humor satíric | 23 novembre 2021 – 27 març 2022   | J. L. Martín  | Mosta formada per 100 obres originals que fa un repàs dels 45 anys d'història de la revista satírica El Jueves. Destaca la primera portada publicada el 27 de maig de 1977, populars personatges de la revista com Makinavaja o la sèrie Pedro Pico y Pico Vena. També, l'exposició posa especial èmfasi al dibuixant i director de la revista Gin, en motiu del 25è aniversari de la seva mort. | [ 12 ] |
| 2022 | Dibuixant novel·les                        | 1 abril - 28 juny 2022            | Paco Baena    | Exposició sobre la importància del còmic de postguerra en la divulgació de la novel·la d'aventures] entre els més joves. Inclou la versió en còmic de novel·les d'autors com Walter Scott, Jules Verne, Fenimore Cooper, Daniel Defoe, Robert Louis Stevenson, Jack London, Mark Twain, Rudyard Kipling, Emilio Salgari o Alexandre Dumas. Com a autors a la part gràfica, la mosta inclou obres d'Antoni Bernal, Jesús Blasco, Jaume Juez, Vintró, Víctor Aguado i Francisco Batet, entre d'altres. | [ 13 ] |
| 2022 | L'art de Bola de Drac                      | 1 juliol - 30 setembre 2022       |               | Mosta sobre els orígens de Bola de Drac, un dels mangas més famosos de tota la història. L'exposició dedica una part al manga i una part a l'anime de la popular sèrie creada per Akira Toriyama. | [ 14 ] |

## Premis i reconeixements
- 2022 - Premi "Antifaz" del Saló del Còmic de València a la millor contribució del patrimoni del còmic.[15]

## Galeria d'imatges

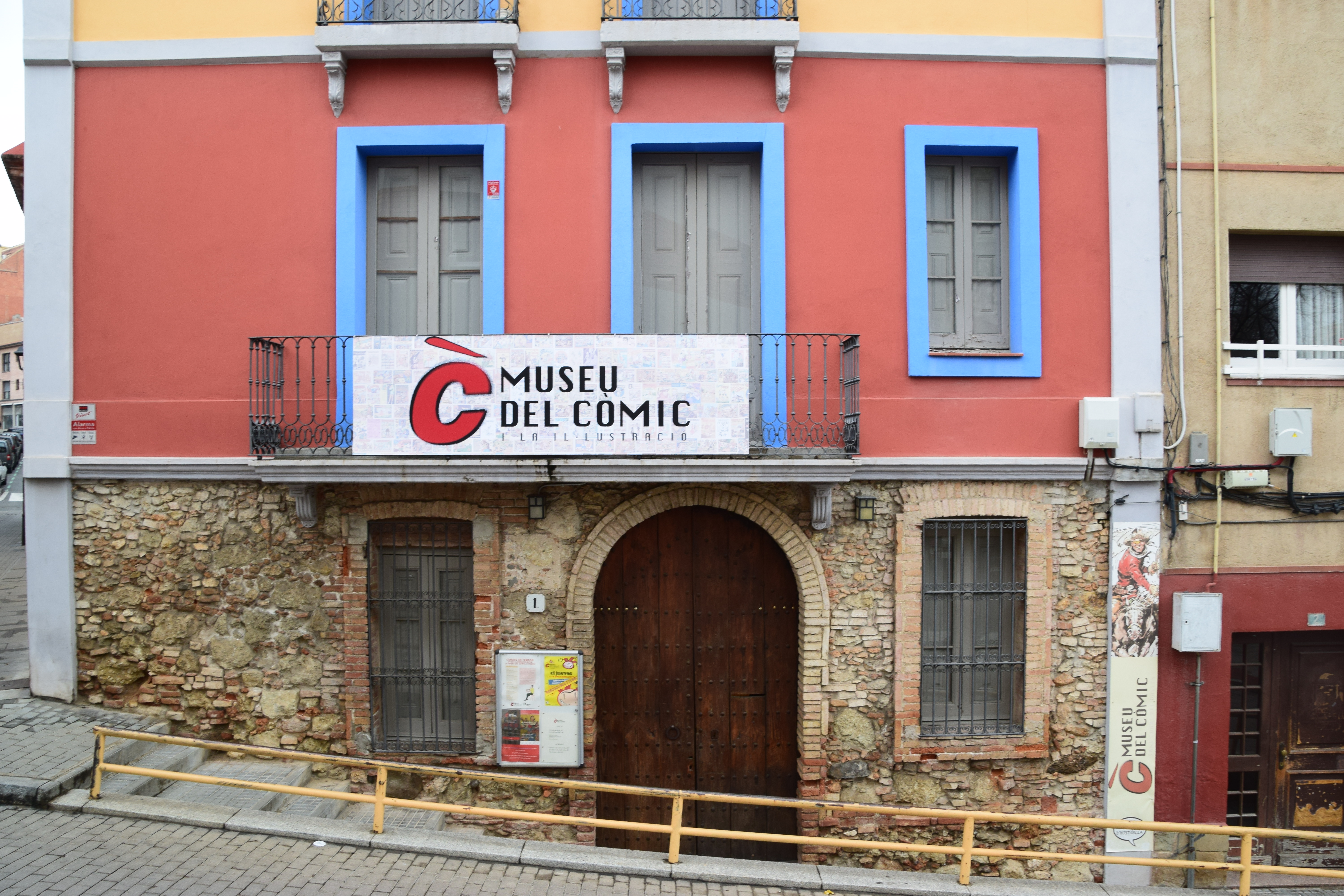
Façana amb l'entrada principal del museu.
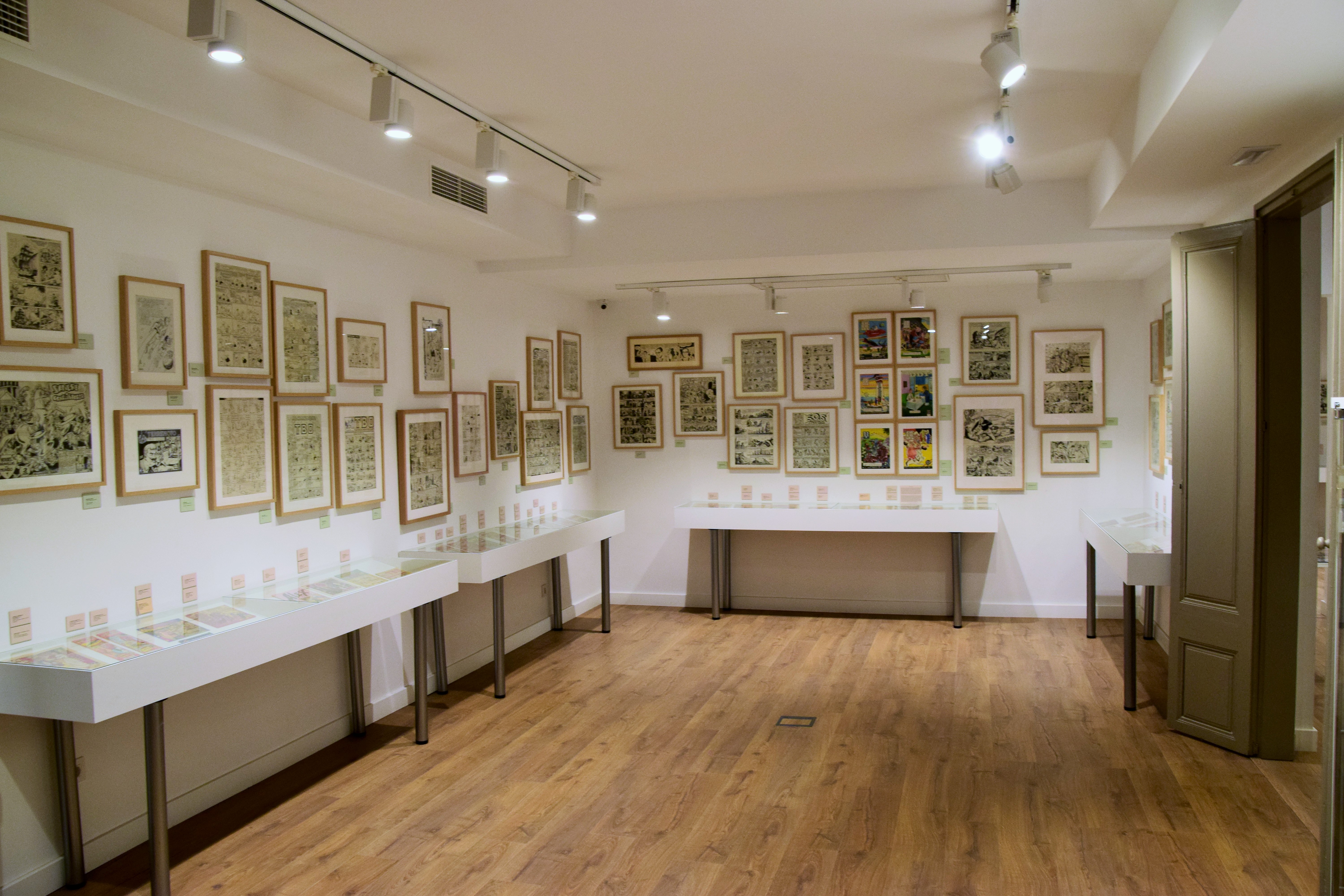
Vista parcial de l'exposició permanent.
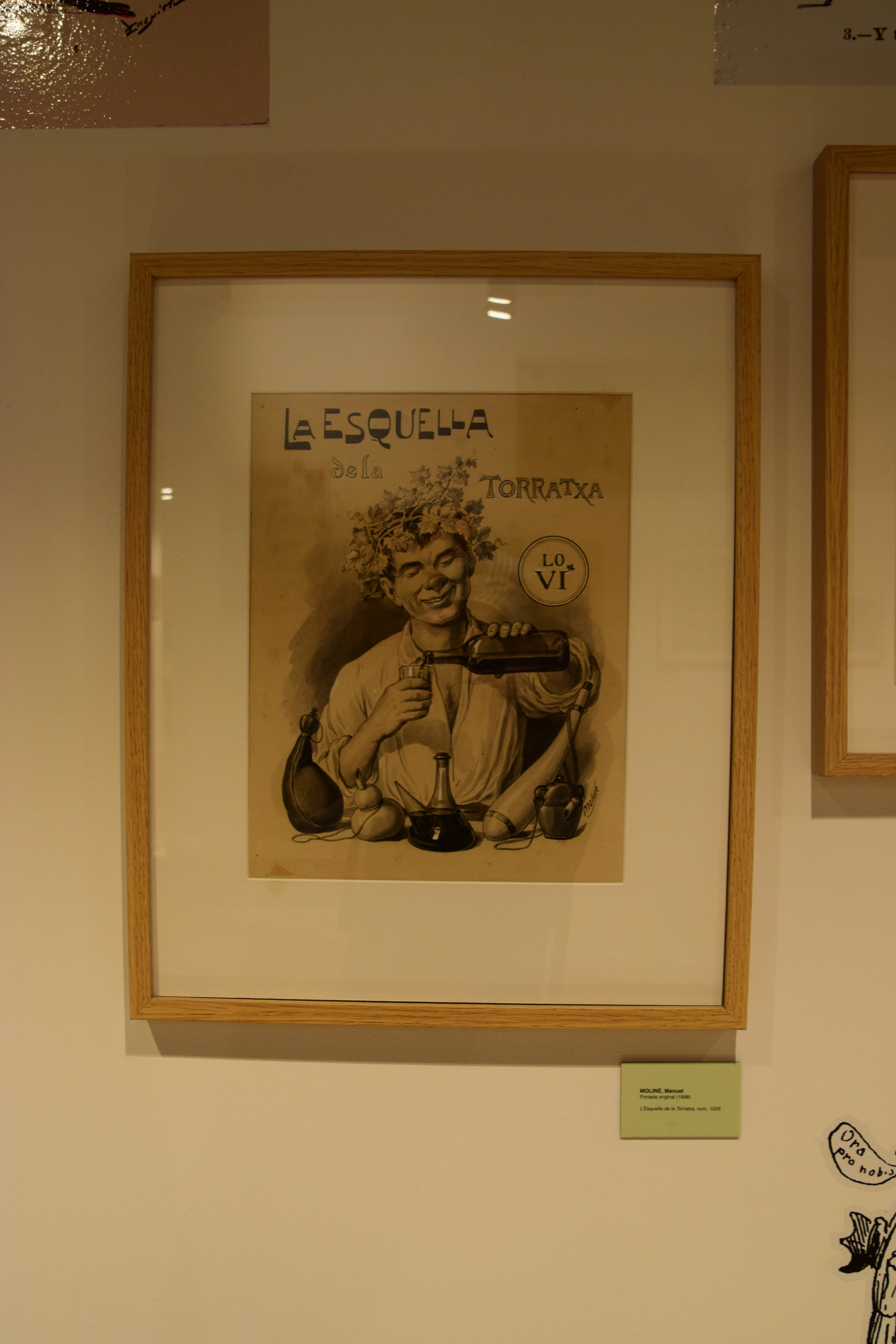
Original de Moliné i Muns per L'Esquella de la Torratxa.
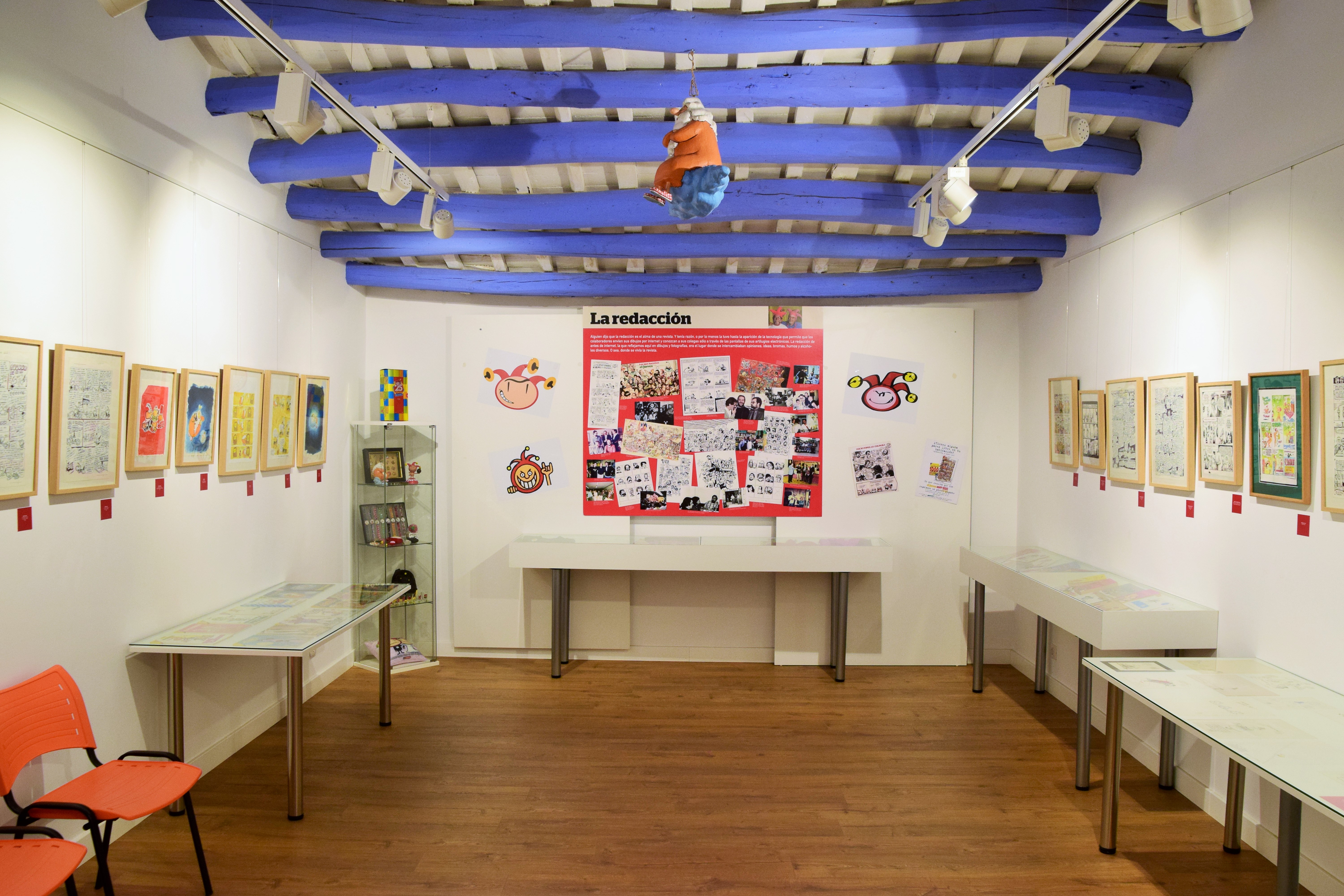
Sala per a les exposicions temporals, segona planta.
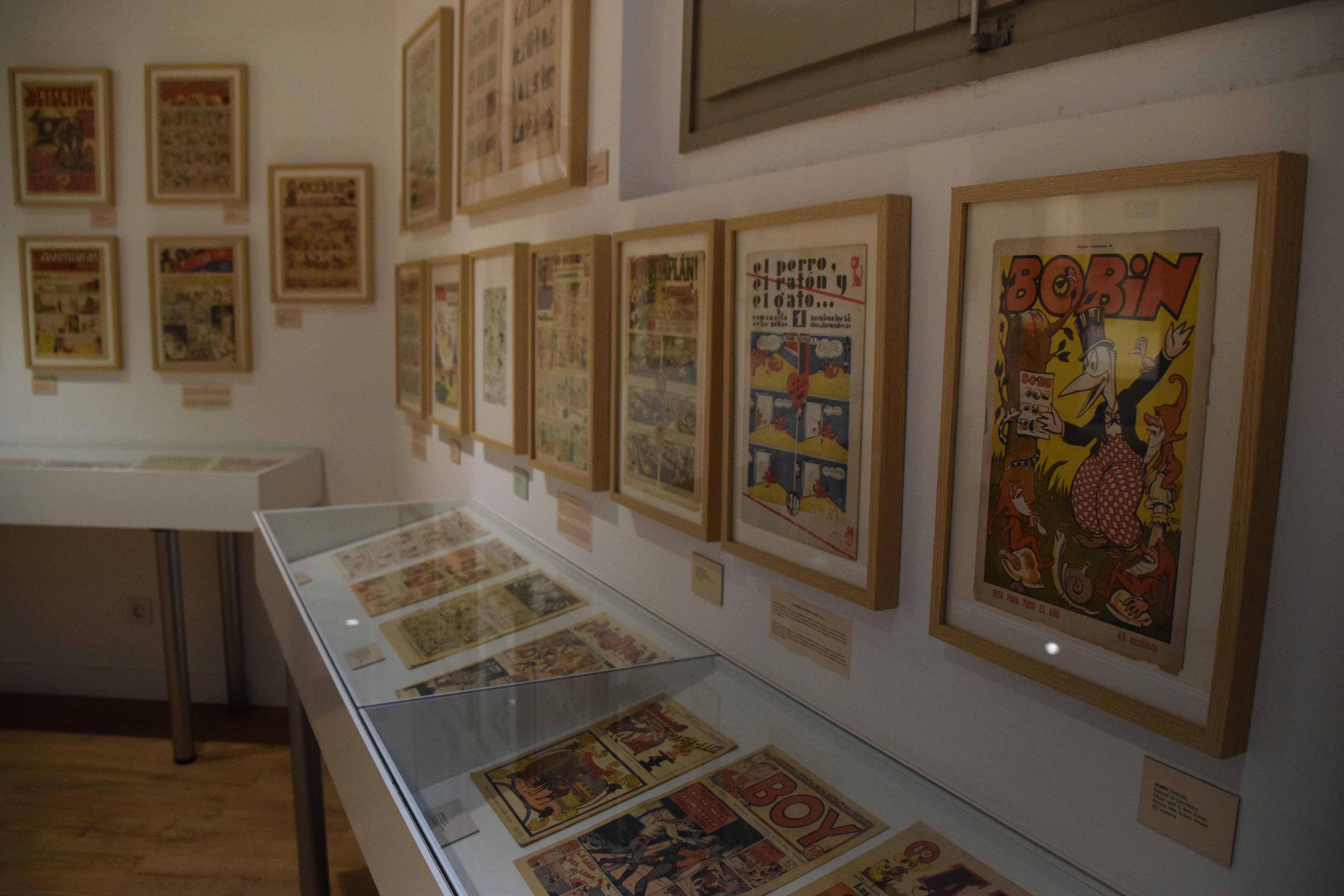
Il·lustració de Donaz (1875 -1938), entre d'altres.
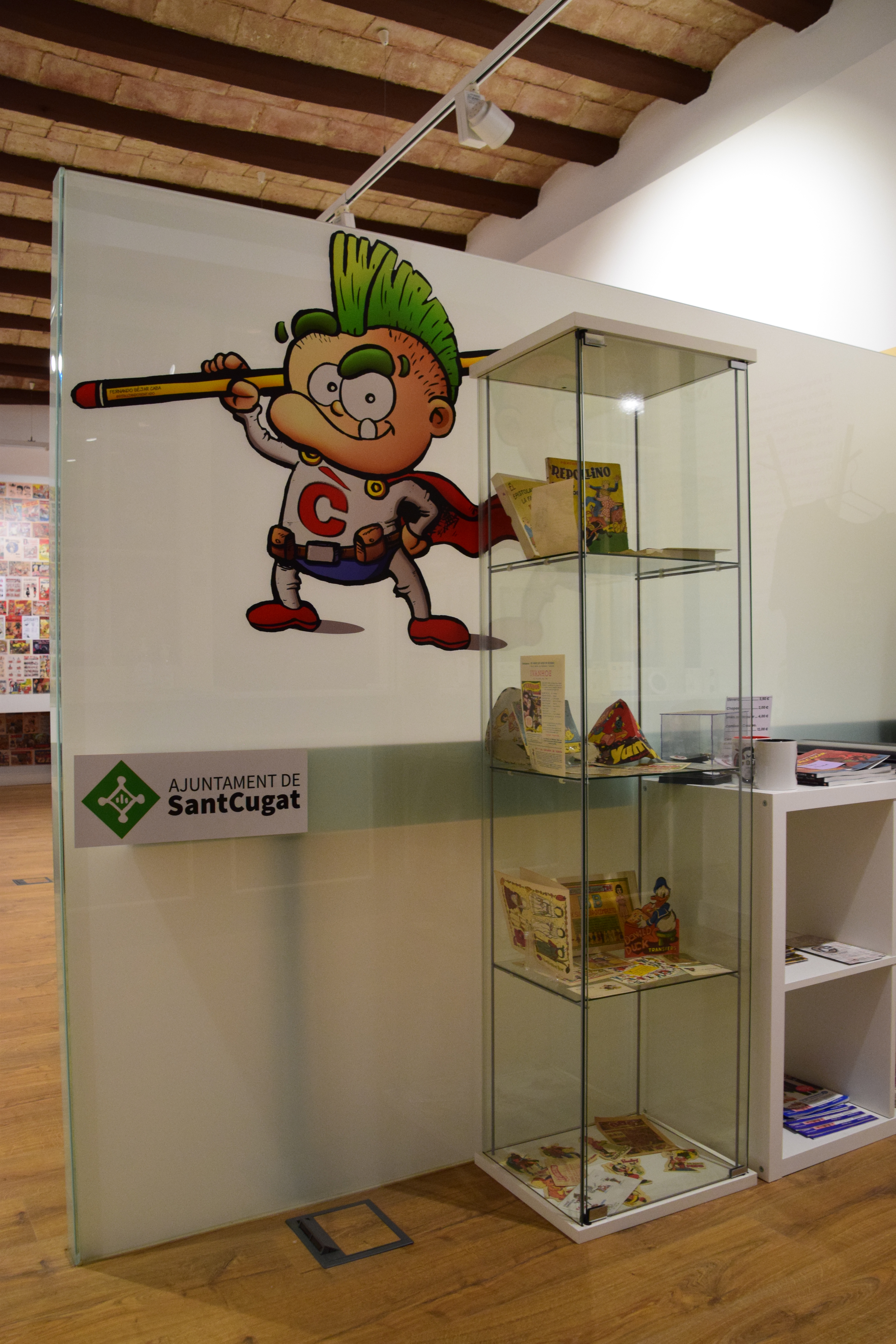
Vitrina a l'entrada del museu.
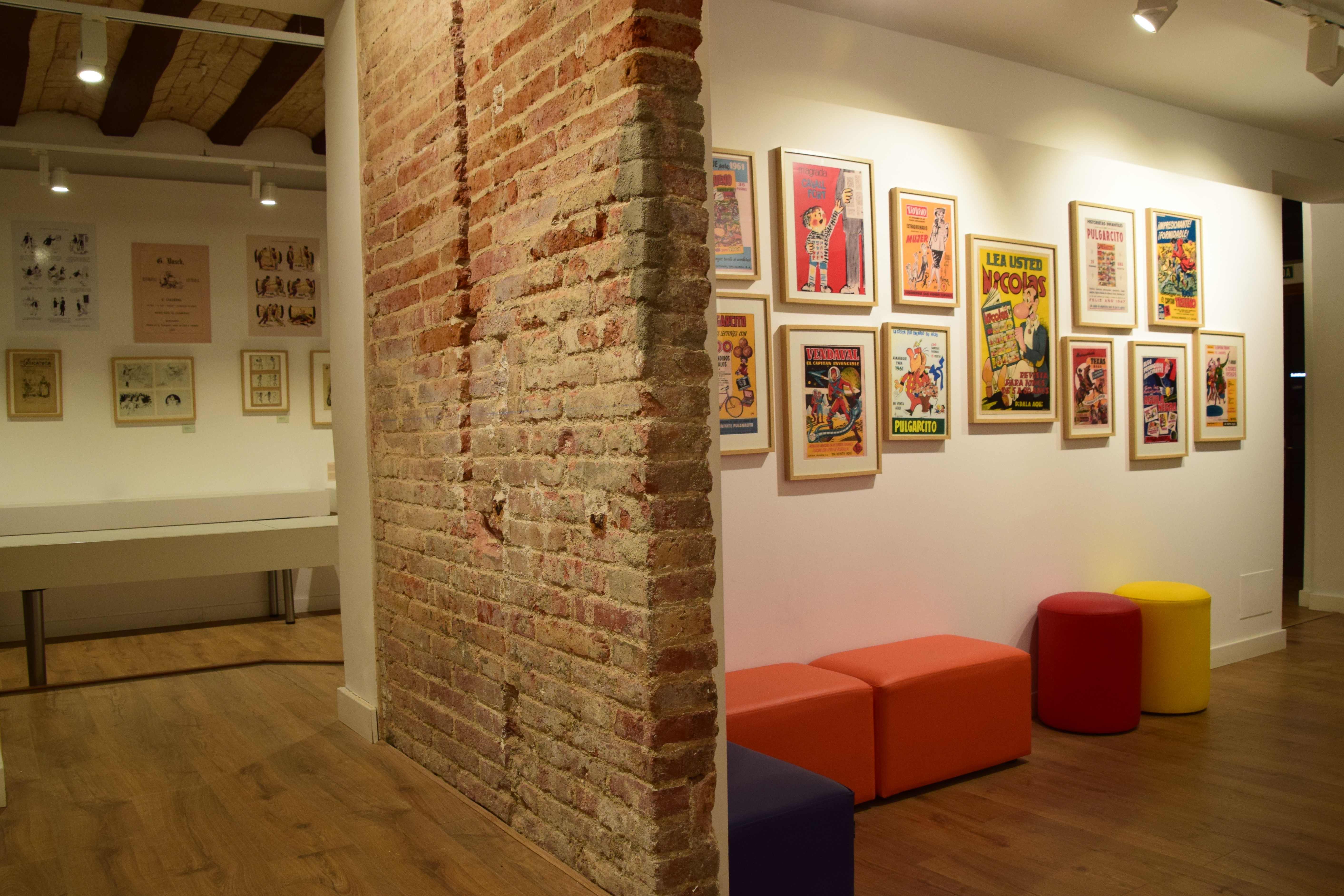
Il·lustracions de l'exposició permanent.
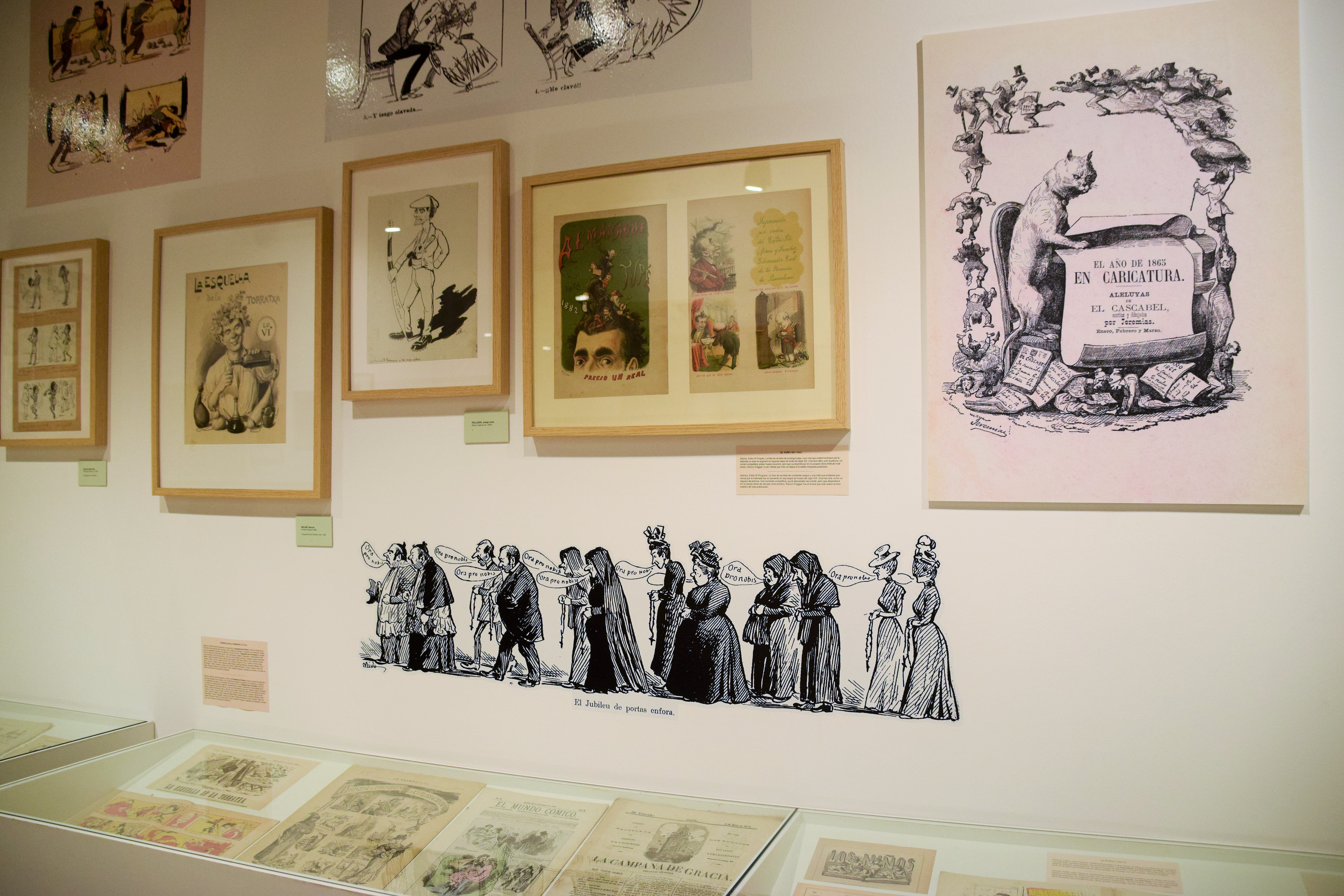
Originals de Ramon Puiggarí (1820-94), entre d'altres.
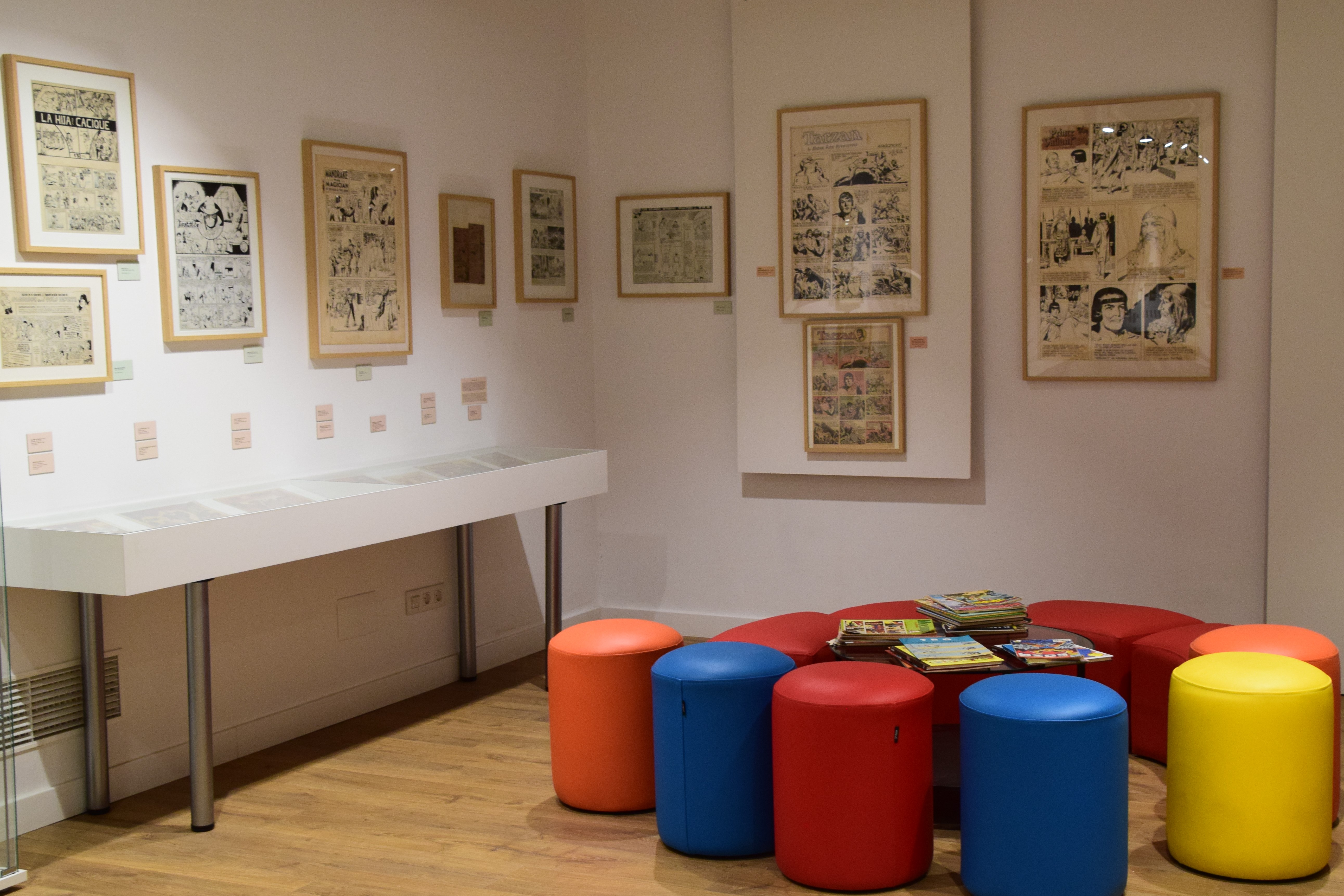
Sala a la primera planta.